# Usturita
La usturita és un mineral de la classe dels òxids, que pertany al grup de la bitikleïta. En primer lloc va ser anomenada com bitikleïta-(ZrFe), però d'acord amb la nova nomenclatura del supergrup dels granats, en aquest grup no s'han d'utilitzar sufixos en el nomenament dels minerals. El nom va ser canviat doncs per l'actual usturita.

## Característiques
La usturita és un òxid de fórmula química Ca₃SbZr(Fe3+O₄)₃. Va ser aprovada com a espècie vàlida per l'Associació Mineralògica Internacional l'any 2009. Cristal·litza en el sistema isomètric. Es troba en forma de cristalls de fins a 50 micres de diàmetre, que consisteixen en nuclis de kimzeyita i zones de complexos pseudomorfs de lakargiïta-tazheranita-kimzeyita després de zircó. Forma sèries de solució sòlida amb la kerimasita, la kimzeyita, la morimotoïta, la schorlomita i la toturita.

## Formació i jaciments
És un mineral accessori a la zona cuspidina de skarns d'alta temperatura en xenòlits de carbonat-silicat en el contacte amb ignimbrites. Va ser descoberta al mont Lakargi, a la caldera Verkhnechegemskaya, a la república de Kabardino-Balkària (Caucas del Nord, Rússia). Sol trobar-se associada a altres minerals com: wadalita, toturita, tazheranita, rondorfita, magnesioferrita, larnita, lakargiïta i kimzeyita.